# چارلز موچان
چارلز موچان (انگلیسی: Charles Mochan؛ زادهٔ ۸ ژوئن ۱۸۷۹) بازیکن فوتبال است.
از باشگاه‌هایی که در آن بازی کرده است می‌توان به باشگاه فوتبال گریمزبی تاون اشاره کرد.